# Sans répit
Pour les articles homonymes, voir Sans répit.
Pour plus de détails, voir Fiche technique et Distribution.
Sans répit est un film français réalisé par Régis Blondeau, sorti en 2022 sur Netflix. Il s'agit d'un remake du film sud-coréen Hard Day, sorti en 2014.

## Synopsis
Alors qu'il fait l'objet d'une enquête pour corruption au Havre, le lieutenant Thomas Blin (Franck Gastambide) doit se rendre en pleine nuit aux funérailles de sa mère et percute un homme sur la route. Paniqué, il enferme le cadavre dans le coffre de sa voiture. Ce sera le début d'une série d'ennuis dont il aura du mal à se dépêtrer.

## Fiche technique
Sauf indication contraire, les informations mentionnées dans cette section peuvent être confirmées par la base de données cinématographiques IMDb,  présente dans la section « Liens externes ».
- Titre français : Sans répit
- Titre international : Restless
- Réalisation : Régis Blondeau
- Scénario : Régis Blondeau et Julien Colombani, inspiré du film Hard Day de Kim Seong-hoon
- Costumes : Mimi Lempicka
- Photographie : Danny Elsen
- Montage : Baxter
- Musique : Julien Grunberg
- Producteurs : Thomas Bruxelle et Julien Colombani
- Régisseur : François Jolly
- Pays d'origine : France
- Genre : action, thriller
- Durée : 95 minutes
- Date de sortie :
  - Monde : 25 février 2022 (sur Netflix)

## Distribution
- Franck Gastambide : Thomas Blin, lieutenant à la brigade criminelle
- Simon Abkarian : Antoine Marelli, commissaire à la brigade des stupéfiants, trafiquant de drogues
- Serge Hazanavicius : commissaire Vaubour, supérieur de Thomas
- Laurent Maurel : commissaire divisionnaire Libanski
- Jemima West : commandant Agathe
- Hélène Viviès : commandant IGPN
- Michaël Abiteboul : lieutenant Marc Andrade, collègue et ami de Thomas
- Fabrice de La Villehervé : responsable de la chambre mortuaire de l'hôpital
- Patrick Brüll : Adjudant-chef de gendarmerie au barrage routier
- Tracy gotoas : stagiaire, puis lieutenant Naomi, collègue de Thomas
- Nabil Missoumi : Manuel Barcelo
- Perez Michael : Michael Bourgi
- Arnaud Dumont : gendarme
- Anaïs Ciriello : infirmière de l'hôpital
- Laurence Briand : infirmière de l'hôpital
- Kévin Debonne : armurier du commissariat
- Victoire Zenner : Louise
- Serge Hologne : policier en faction
- Pierre Cévaër : vigile PC sécurité
- Blaise Ludik : tatoué
- Marius Blondeau : brigadier de police municipale Bertin
- Abel Tesch : fossoyeur 1
- John Davis Spruyt : fossoyeur 2

## Accueil

### Public
Le film réalise lors de sa sortie sur Netflix l'un des meilleurs scores pour un film français, avec 12 millions de visionnages en trois jours. Sur cette période, il fait partie du top 10 des films les plus vus sur Netflix dans 74 pays.
Il devient le dixième film non anglophones et le deuxième film français le plus vue de la plateforme.

### Presse
La presse est divisée, ainsi Caroline Vié dans 20 minutes écrit : « La jubilation de l’acteur comme le dynamisme de la mise en scène font de ce polar nerveux un vrai moment de divertissement décomplexé. » Dans Première François Léger dit au contraire : « Acteurs en roue libre (Gastambide fait ce qu’il peut pour porter le film mais semble dépassé par l’ampleur du désastre), scènes d’action atones ou surdécoupées, dialogues proches du surréalisme... »